# 卜陳彝
卜陳彝（1628年—1689年），原名之儀，字聲垓，號簡菴，浙江嘉興府秀水縣人，清朝政治人物。

## 生平
順治十七年（1660年）庚子科舉人，康熙三年（1664年）甲辰科進士。十二年（1673年）授洛川縣知縣，丁母憂歸。服闋，起為武昌縣知縣，八年後舉卓異，升禮部儀制司主事，改吏部稽勳司主事，升吏部驗封司員外郎，二十八年（1689年）十一月卒於官。

## 家族
曾祖卜大有，尋甸府知府；祖父卜謀，清流縣知縣；父卜兆龍，贈承德郎。母伍氏（封安人），以苦節詔建坊表閭。妻陳氏（贈安人）。子卜彭年、卜彭頤。